# Skjold (P960)
Le KNM Skjold (P960) est une corvette côtière lance-missiles de la Marine royale norvégienne. 1er bâtiment d'une classe de 6 navires à laquelle il donne son nom, il est initialement un prototype servant à leur mise au point, il est ensuite rééquipé et amélioré pour être porté au standard de série.

## Conception
Le Skjold est un catamaran à effet de surface de 274 tonnes pour 47 m de long propulsé par des hydrojets. C'est, avec les autres bâtiments de sa classe, le navire de combat le plus rapide du monde, une fois le coussin d'air gonflé entre les 2 coques (ce qui a pour effet de réduire d'un mètre cinquante le tirant d'eau), il peut atteindre la vitesse de 60 nœuds (110 km/h). Conçu pour optimiser sa furtivité radar, magnétique et infrarouge, il est armé de 8 missiles antinavires NSM portant à plus de 150 km, d'un canon de 76 mm OTO Melara à cadence rapide (120 coups par minute) tirant jusqu'à 16 km et d'un lanceur double Simbad pour missiles sol-air à courte portée Mistral guidés par infrarouge.

## Historique et service opérationnel

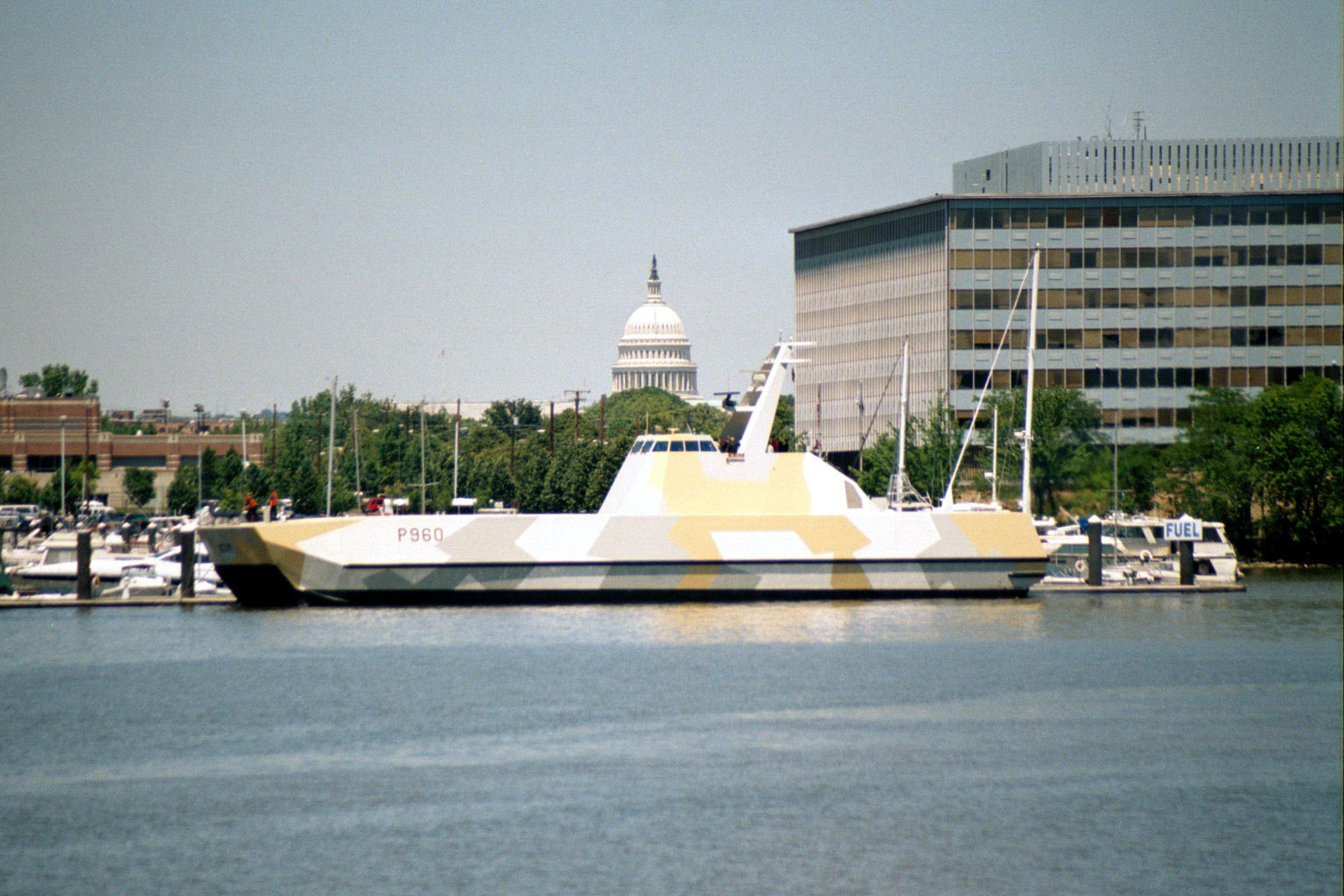
Le navire encore dépourvu d'armement, devant le Capitole à Washington.

En août 1995, le chantier naval norvégien Kværner Mandal remporte un appel d'offres d'une valeur de 36,7 millions de dollars pour la construction d'un prototype de pré-série de type navire à effet de surface capable de franchir 800 milles nautiques à 40 nœuds. Après 2 ans de développement, sa conception est approuvée en juillet 1997 et la fabrication commence le mois suivant. Il est mis à l'eau le 22 septembre 1998 et fait sa première sortie en mer le 22 janvier 1999, il ne porte alors aucun système de combat ni armement, remplacés par un lest de 46 tonnes de sable pour simuler leur présence. Une phase d'essais de 15 mois est imposée, visant principalement à tester et mettre au point la propulsion combinée CODAG (gaz / diesel) et le coussin d'air. En septembre 1999, un canon OTO Melara de 76 mm est temporairement installé à l'occasion de la présentation du navire au Defence Systems & Equipment International Exhibition and Conference de Londres. À ce stade cependant, le programme est paralysé par des tergiversations politiques et budgétaires, censées trancher entre les différentes priorités stratégiques, qui reportent la décision de poursuivre le programme. En mars 2001, le Skjold participe à l'exercice interallié Operation Joint Winter, c'est à cette occasion que l'US Navy s'y intéresse, elle décide de louer le navire pour une période de 13 mois afin d'évaluer le concept. Il passe donc la majeure partie de l'année 2002 outre-atlantique. C'est en 2003, que le gouvernement et le parlement imposent finalement à la Marine norvégienne l'achat de 5 unités supplémentaires, ainsi que l'installation de l'armement, des senseurs et du système de communication et de combat Senit sur le Skjold. Est également prévu le remplacement des turbines Rolls-Royce 571s et des diesels de la propulsion CODAG par 4 turbines Pratt & Whitney (devenant une propulsion COGAG). Mais du fait des réticences de la Marine et de la difficulté à trouver le financement, ces transformations tardent à être effectuées, et ce n'est que le 10 septembre 2010, 12 ans après sa mise à l'eau, que le navire entre définitivement en service opérationnel. Depuis cette date, il assure principalement des missions de souveraineté dans la zone économique exclusive norvégienne. En juin 2013, il participe à la 6e édition de l'Armada de Rouen, où il est exposé à quai.

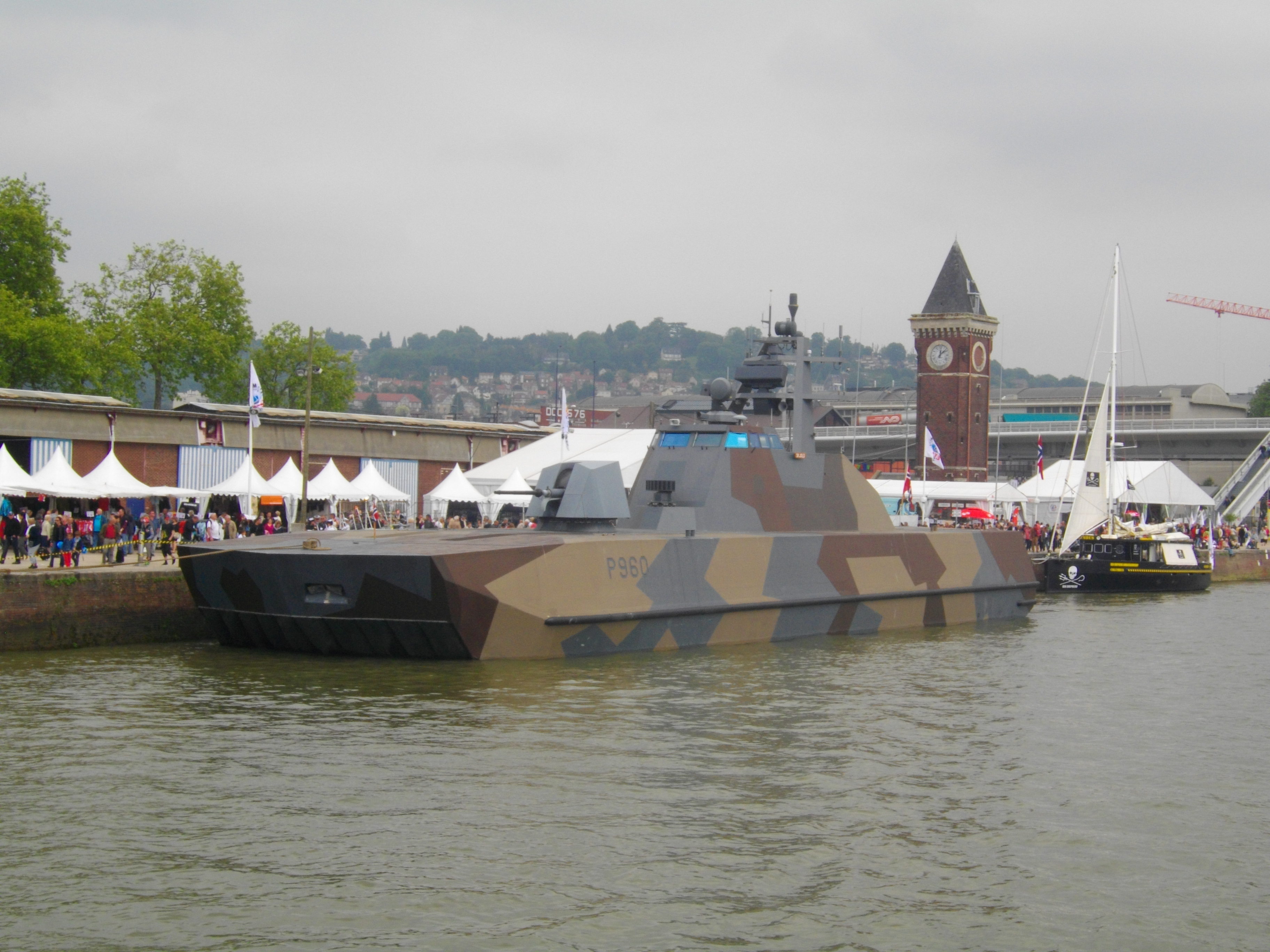
À l'Armada de Rouen en 2013.